# Distretto militare di Kiev

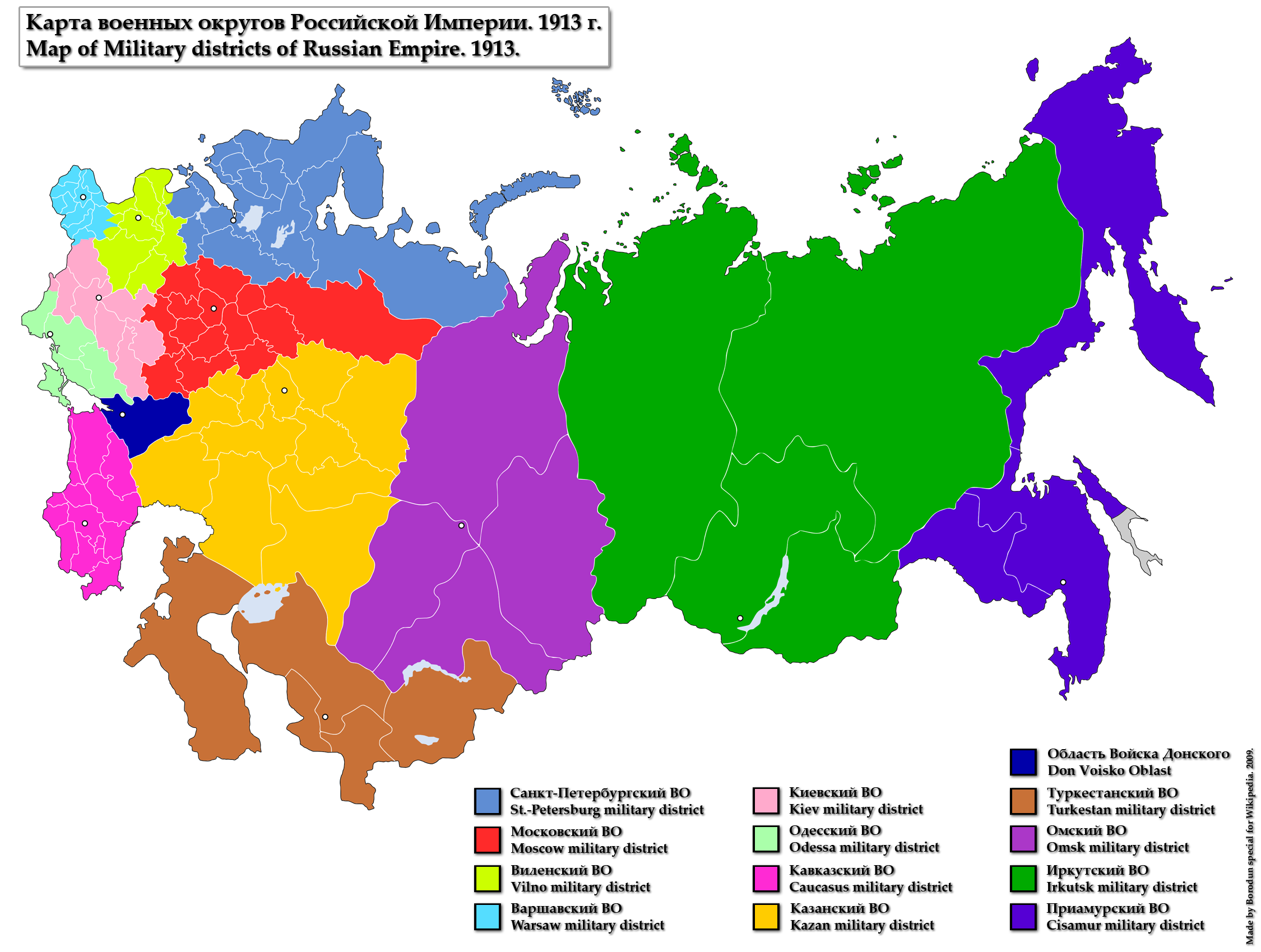
Mappa dei distretti militari nel 1913 nell'Impero russo

Il Distretto militare di Kiev (in russo Киевский военный округ?, Kievskij voennyj okrug) fu un distretto militare dell'Impero Russo. Istituito nel 1862, il suo quartier generale fu a Kiev per gran parte della sua esistenza.
Il distretto originariamente copriva il governatorato di Kiev, di Podolia (tranne la Contea di Balta) e della Volinia.
Le formazioni assegnate includevano la 10ª armata.
Nel 1888 il distretto militare di Charkiv venne incorporato nel distretto.
Con l'inizio della prima guerra mondiale il distretto reclutò la 3ª armata. Nell'aprile 1917 i governatorati di Poltava e Kursk furono trasferiti sotto l'amministrazione del distretto militare di Mosca .
Dopo la Rivoluzione d'ottobre a Pietrogrado il distretto passò sotto la giurisdizione della Repubblica Popolare Ucraina ed esistette fino (all'inizio del febbraio 1918) all'avanzata dell'Armata Rossa di Pietrogrado-Mosca della Task Force di Antonov che venne incaricata di combattere la controrivoluzione nel sud della Russia.
Il distretto venne eliminato nel 1919, per poi essere ripristinato tra il 1920 e il 1922, tra il 1935 e il 1941 e dal 1943 fino 1992.
Dopo l'indipendenza dell'Ucraina dall'Unione Sovietica nel 1992 il distretto passò sotto il controllo ucraino e in seguito diventò l'attuale Comando operativo "Nord".